# Zapis zbrodni

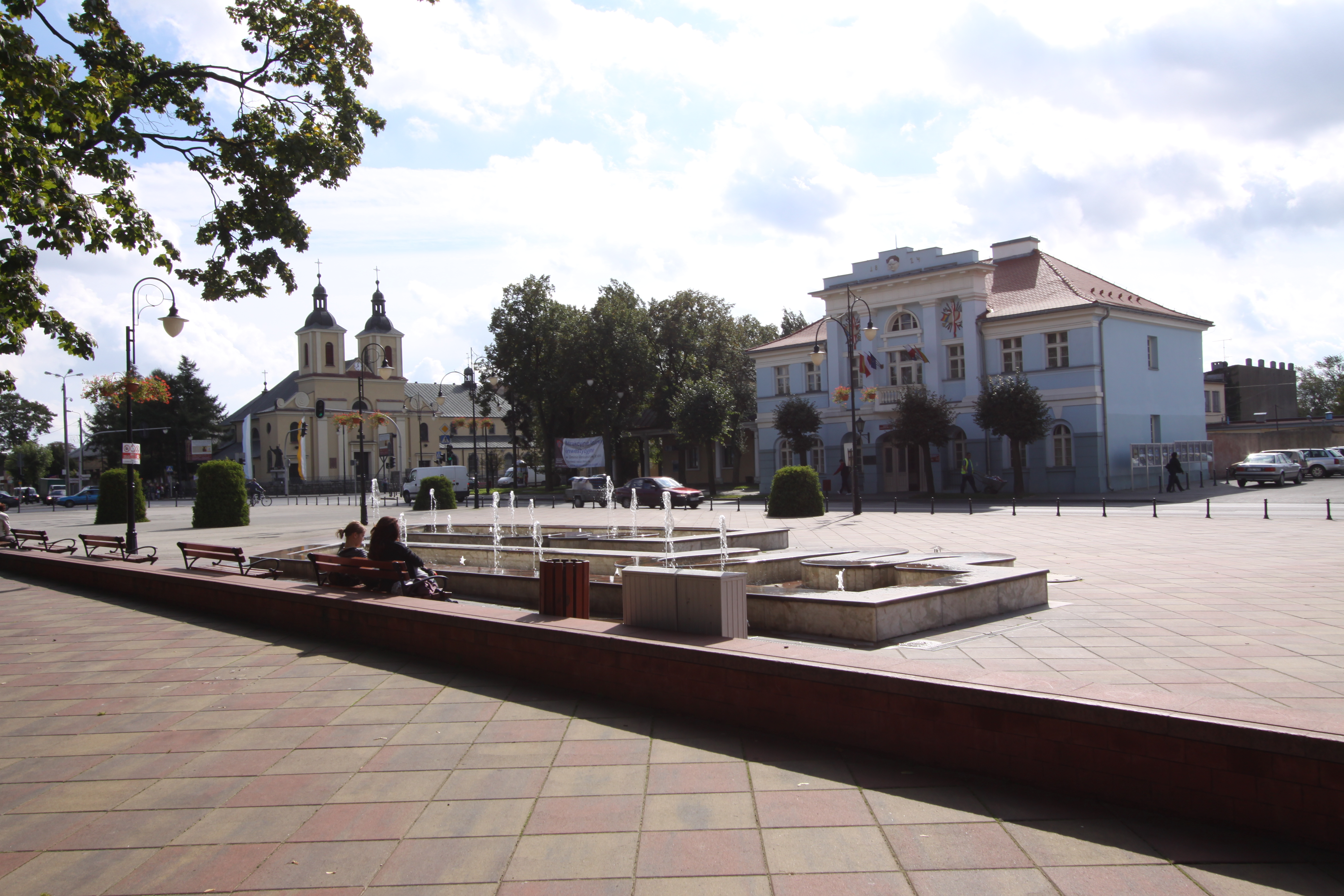
Rynek w Aleksandrowie Łódzkim, na którym zrealizowano część zdjęć

Zapis zbrodni – polski film kryminalny z 1974 w reżyserii Andrzeja Trzosa-Rastawieckiego.
Film jest rekonstrukcją autentycznej zbrodni, popełnionej w 1972 przez dwóch (Janusz Dębiński i Konstanty Feder) mieszkańców Konstantynowa koło Łodzi. Sprawa zabójstw została przedstawiona również w jednym z odcinków serialu dokumentalnego Paragraf 148 – Kara śmierci.
Plenery: Aleksandrów Łódzki, Łódź (ul. Piotrkowska, plac Wolności) i Ozorków.

## Obsada
- Mieczysław Hryniewicz – Kazek Reduski
- Wacław Radecki – Bogdan Wrona
- Jerzy Bończak – Zenek
- Ryszard Jabłoński – Stefan „Afro”
- Wojciech Górniak – Mietek
- Tomasz Neuman – Władek
- Zdzisław Jóźwiak – Jan Płoński, zamordowany taksówkarz
- Jerzy Szpunar – Franciszek Wiśniewski, zamordowany stolarz
- Henryk Gęsikowski – Rysiek, brat Kazka
- Eugeniusz Wałaszek – ojciec Kazika
- Celina Maria Klimczak – matka Kazika
- Ryszard Dembiński – kapitan MO kierujący grupą dochodzeniową
- Borys Marynowski – mężczyzna na ul. Piotrkowskiej
- Tadeusz Teodorczyk – kierownik sklepu RTV
- Leonard Andrzejewski – milicjant zatrzymujący morderców w pociągu
- Zdzisław Szymborski – konduktor w pociągu

## Fabuła
Dwóch młodych mężczyzn napada i morduje łódzkiego taksówkarza, ale ich łupem jest zaledwie 50 zł. Następnie dokonują kolejnego napadu, na wiejskiego stolarza, mordując go i okradając. Zaczyna się za nimi pościg, a ścigani szybko znajdują się u kresu sił. Jeden zostaje zatrzymany, a drugi wyczerpany fizycznie poddaje się. Film ma formę fabularyzowanego materiału dokumentalnego i maluje szerokie tło psychospołeczne zbrodni. Szczególna uwaga została poświęcona bezsensownym, niedojrzałym motywom działania przestępców.